# Szuhay Miklós
| Szuhay Miklós                             | Szuhay Miklós                                                                                    |
| Kattints az alábbi külső linkek egyikére! | Kattints az alábbi külső linkek egyikére!                                                        |
| ----------------------------------------- | ------------------------------------------------------------------------------------------------ |
| Nem található szabad kép.(?)              |                                                                                                  |
| külső link · jogvédett                    | Szuhay Miklós Választás előtt. Fontosnak tartom a fiatalok részvételét. Közgazdász. 1973. 3. sz. |

Szuhay Miklós (Alsószuha, 1928. augusztus 27. – Budapest, 2017. április 22.) gazdaságtörténész, egyetemi tanár, rektor.

## Életpályája
Általános iskolai tanulmányait Alsószuhán végezte, majd 1945 szeptemberétől a sárospataki református líceumban folytathatta, itt érettségizett 1949-ben. 1949 őszén iratkozott be az egy évvel korábban alakult Marx Károly Közgazdaságtudományi Egyetemre, majd gazdaságtörténeti érdeklődése miatt 1951-ben – Berend T. Ivánnal, későbbi tanszéki oktatótársával – átiratkozott az Eötvös Loránd Tudományegyetem Bölcsészettudományi Karára, történelem szakra, ahol 1953-ban jeles eredménnyel  történész diplomát szerzett. Az MKKE-n 1953-ban demonstrátorként kezdte meg gazdaságtörténészi pályafutását.Mint kezdő történésznek Magyarország mezőgazdaságának és a honi parasztság múltjának kevésbé ismert, illetve alig kutatott részeit kellett feltárnia. A korabeli köz- és agrárgazdasági szakirodalom már foglalkozott a magyarországi mezőgazdaság I. világháború után megváltozott termelési feltételeivel és a rendkívüli nehézségeket mutató értékesítési viszonyokkal. Több esetben történt utalás a „nagy válságra”, amelyen akkor a XIX. század utolsó évtizedeinek agrárválságát értették, de a pénzügyi stabilizációt követően, az 1920-as évek közepén már némi bizakodással tekintettek a jövőbe, s még nem sejthették, hogy az 1930-as évek elején szélesre nyíló agrárollóval katasztrofális árzuhanás következik be.  1979-ben Csizmadia Ernő rektor mellett oktatási  rektorhelyettesnek nevezték ki. Csizmadia Ernő halála (1984 november 14) után Köpeczi Béla. művelődési miniszter megbízta a rektori feladatok ellátásával dr. Szuhay Miklós egyetemi tanárt, az MKKE általános rektorhelyettesét, 1984. december 22-én. E megbízatás érvényes a visszavonásig  1984-1985 között az MKKE rektora volt. A tanszékvezetői tisztet 1985-1990 között töltötte be.  Agrártörténeti Szemle c. periodika szerkesztője és 12 tanulmány szerzője is volt.
Több ciklusban tagja volt a Tudományos Minősítő Bizottság (MTA Doktori Tanácsa) Történelemtudományi Szakbizottságának, illetve haláláig a MTA Agrártörténeti és Faluszociológiai Bizottságának és a Múltunk szerkesztőbizottságának.
Szuhay Miklós emeritus professzor 2017. április 22-én hunyt el. A Budapesti Corvinus Egyetem Tanácstermében Dr. Mészáros Tamás rektor emeritus, a volt kollégák képviseletében Kövér György akadémikus és Dr. Sárosi Mária ny. adjunktus búcsúztatta.

## Díjai, elismerései
- Munka Érdemrend bronz fokozata. 1964

- Szocialista Magyarországért Érdemrend. 1985

- Apáczai Csere János-díj.  2007

## Főbb publikációi
- OSZK katalógus 31 könyvének adatait adta közre.[6]
- L’évolution des cultures a charrue en Hongrie de 1867 a 1914. Nouvelles études historiques publiées a l’occasion du XIIe Congres International des Sciences Historiques, Red.: L. Katus et al. Budapest, 1965. I. 639-666.

- Az állami beavatkozás és a magyar mezőgazdaság az 1930-as években. Budapest. Akadémiai Kiadó. 1962.

- Magyar gazdaságtörténet 3/2. rész. 1918-1944. Berend Ivánnal és Reményi Lajossal. Budapest. Tankönyvkiadó. 1963.
- A szántóföldi termelés fejlődése a magyar mezőgazdaságban 1867–1914 között. Agrártörténeti Szemle XIII (1971) 38–62.

- A tőkés gazdaság története Magyarországon. 1848-1944.  Berend T. Ivánnal. Budapest.  Kossuth és Közgazdasági és Jogi Könyvkiadó. 1973. 4-ik kiadás 1986.

- Mouvements paysans et problèmes agraires en Hongrie entre 1867 et 1945.
- Erdei Ferenc: Emberül élni. Egy életút mérföldkövei. A kötetet válogatta és az összekötő szöveget írta Berend T. Iván és Szuhay Miklós. Budapest, 1974. 672.

- Az alföldi mezővárosok tőkés fejlődésének egyes kérdései, in: Gazdaság, társadalom, történetírás. Emlékkönyv Pach Zsigmond Pál 70. születésnapjára. Szerk.: Glatz Ferenc. Budapest, 1989. 273-281.

- The Capitalization of Agriculture, valamint Szuhay, Miklós: Evolution of Hungarian Agriculture during the Inter-War Years (1918-1945)  In: Gunst Péter (ed.) Hungarian Agrarian Society from the Emancipation of Serfs (1848) to the Reprivatization of Land (1998). New York, Columbia University Press. 1998. 99-124, ill. 177–190.